# Maximiliano Rodríguez
Maximiliano Rubén Rodríguez (nascut a Rosario, Argentina el 2 de gener de 1981) és un futbolista professional argentí que juga com a migcampista al Newell's Old Boys.
El juny de 2014 fou un dels 23 seleccionats per Alejandro Sabella per representar l'Argentina a la Copa del Món de Futbol de 2014 al Brasil.